# Jungorodok (metropolitana di Samara)
Jungorodok (in russo: Юнгородок) è una stazione della Linea 1, della Metropolitana di Samara. È stata inaugurata il 26 dicembre 1987